# Longjing (Yanbian)
Longjing (chinesisch 龙井市, Pinyin Lóngjǐng Shì; koreanisch 룡정 Ryongjŏng) ist eine kreisfreie Stadt im Autonomen Bezirk Yanbian der Koreaner in der Provinz Jilin der Volksrepublik China. Das Verwaltungsgebiet von Longjing hat eine Fläche von 2.208 km² und zählt 177.234 Einwohner (Stand: Zensus 2010). Auf einer Länge von 142,5 km grenzt Longjing an Nordkorea.

## Administrative Gliederung
Auf Gemeindeebene setzt sich die kreisfreie Stadt aus zwei Straßenvierteln, sechs Großgemeinden und zwei Gemeinden zusammen. 